# 엔딩 이후의 세계
《엔딩 이후의 세계》는 대한민국의 작가 류세린이 쓰고 Juke가 삽화를 담당한 라이트 노벨이다. 대한민국의 영상출판미디어의 노블엔진으로 발매되었다.

## 등장 인물
- 한시하
- 맥거핀
- 노희진
- 김은주
- 도미연
- 야니

## 단행본 목록
1. 《엔딩 이후의 세계》, 2011-11-01, ISBN 978-89-6526-613-6
2. 《엔딩 이후의 세계2》, 2012-02-01, ISBN 978-89-6526-759-1
3. 《엔딩 이후의 세계1.5》
4. 《엔딩 이후의 세계3》